# The Evolution of Chaos
The Evolution Of Chaos è il terzo album del gruppo thrash metal Heathen, pubblicato dalla King Records nel 2009 in Giappone e nel 2010 nel resto del mondo dalla Mascot Records.

## Tracce
1. Intro – 1:21
2. Dying Season – 5:41
3. Control By Chaos – 7:09
4. No Stone Unturned – 11:10
5. Arrows Of Agony – 6:40
6. Fade Away – 5:45
7. A Hero's Welcome – 6:52
8. Undone – 6:42
9. Bloodkult – 4:31
10. Red Tears Of Disgrace – 5:52
11. Silent Nothingness – 6:51

Durata totale: 68:34

## Formazione
- David White (David Godfrey) - voce
- Lee Altus - chitarra
- Kragen Lum - chitarra
- Jon Torres - basso
- Darren Minter - batteria
- Jon Allen - percussioni